# Xeropaisagismo

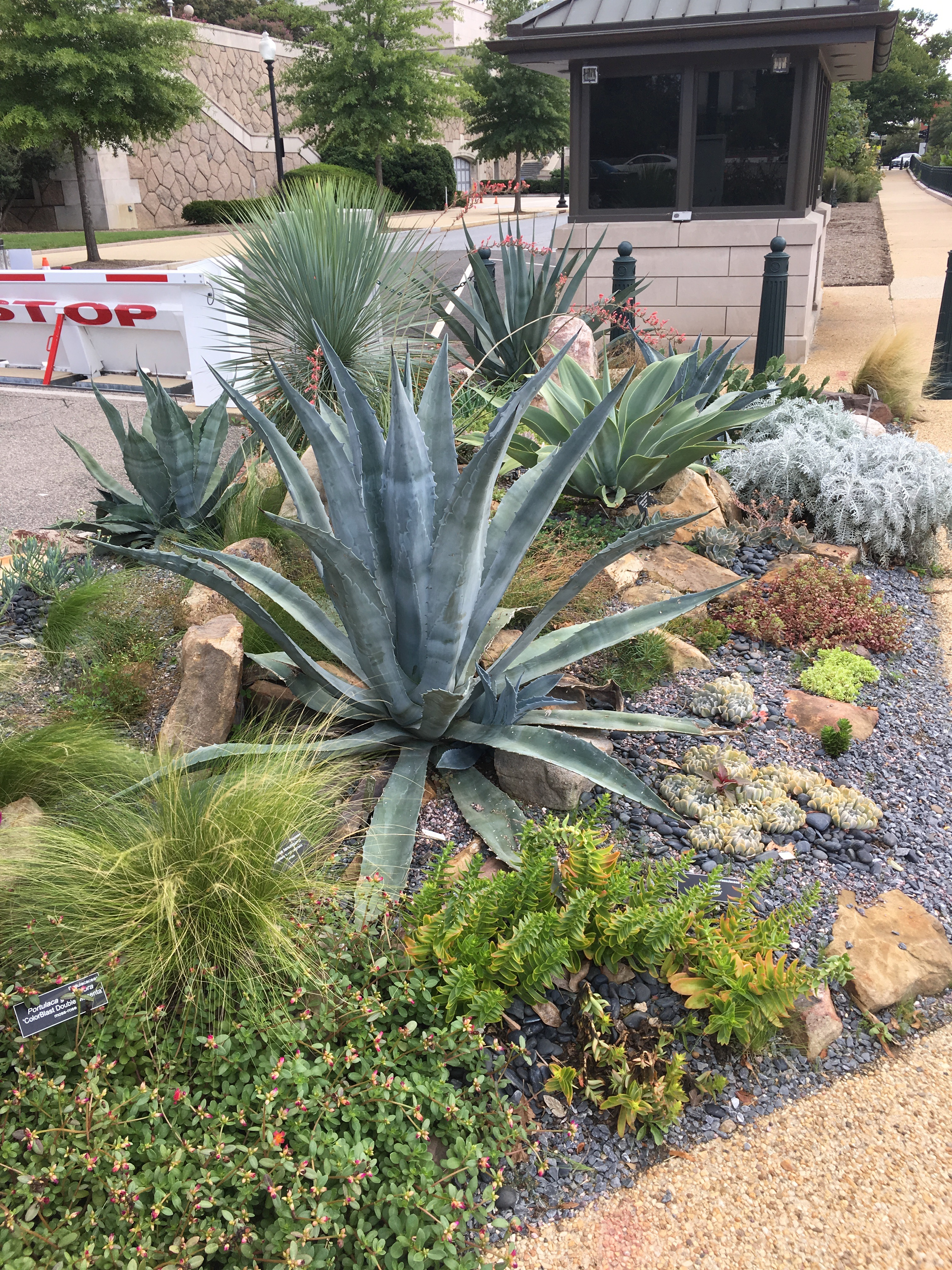
Um exemplo de xeropaisagismo nos arredores do Capitólio dos Estados Unidos em Washington, DC.

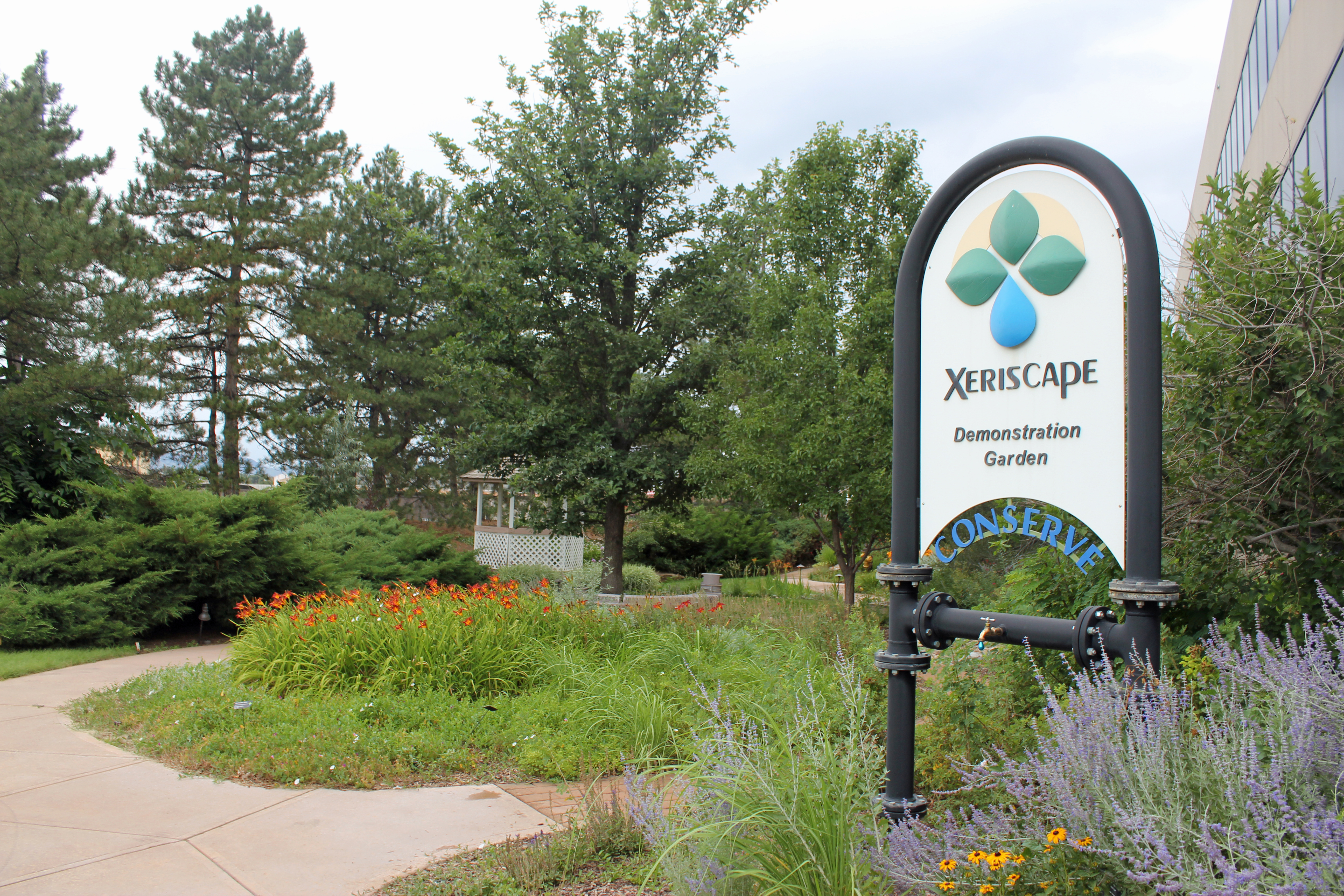
O Jardim de Demonstração Xeriscape na sede da Denver Water em Denver, Colorado

Xeropaisagismo é o processo de paisagismo ou jardinagem que reduz ou elimina a necessidade de irrigação. É adequado para regiões que não têm fontes acessíveis, abundantes ou confiáveis de água doce e também é implantado em outras regiões em que, por qualquer motivo, se queira reduzir o consumo de água para jardinagem. O xeropaisagismo pode ser uma alternativa a vários tipos de paisagismo tradicional.

Também podem ser usados, de forma equivalente, termos como paisagismo com conservação de água, paisagismo tolerante à seca e paisagismo inteligente. Enfatiza-se o uso de plantas cujas necessidades naturais sejam adequadas ao clima local, e cuidados são tomados para evitar a perda de água por evaporação e escoamento. No entanto, as plantas específicas usadas no xeropaisagismo variam de acordo com o clima, pois essa estratégia pode ser usada em ambientes xéricos (secos), mésicos e hídricos. O xeropaisagismo difere do paisagismo natural pois sua ênfase está na seleção de plantas para conservação da água, que não necessariamente serão plantas nativas.
O xeropaisagismo gera espaços verdes que requerem pouca manutenção e irrigação e promovem a biodiversidade; por isso, é comum a percepção pública do xeropaisagismo seja negativa, pois alguns avaliam que esses tipos de paisagens são meras extensões descuidadas de cactos e cascalho, sobretudo quando o projeto não é desenvolvido de forma integrada com seu entorno. No entanto, estudos mostraram que a educação em práticas de conservação da água e os benefícios da prática podem melhorar muito a percepção do público sobre o xeropaisagismo.

## Etimologia e termos semelhantes
A companhia Denver Water cunhou o termo xeriscape em 1981, combinando o termo inglês "landscape" (paisagem) com o prefixo grego xero-, de ξηρός ( xēros ), que significa 'seco'. Em português, processo semelhante resulta no termo xeropaisagismo, sendo o termo xerojardinagem também usado para designar os jardins utilizados neste tipo de paisagismo.

## Benefícios

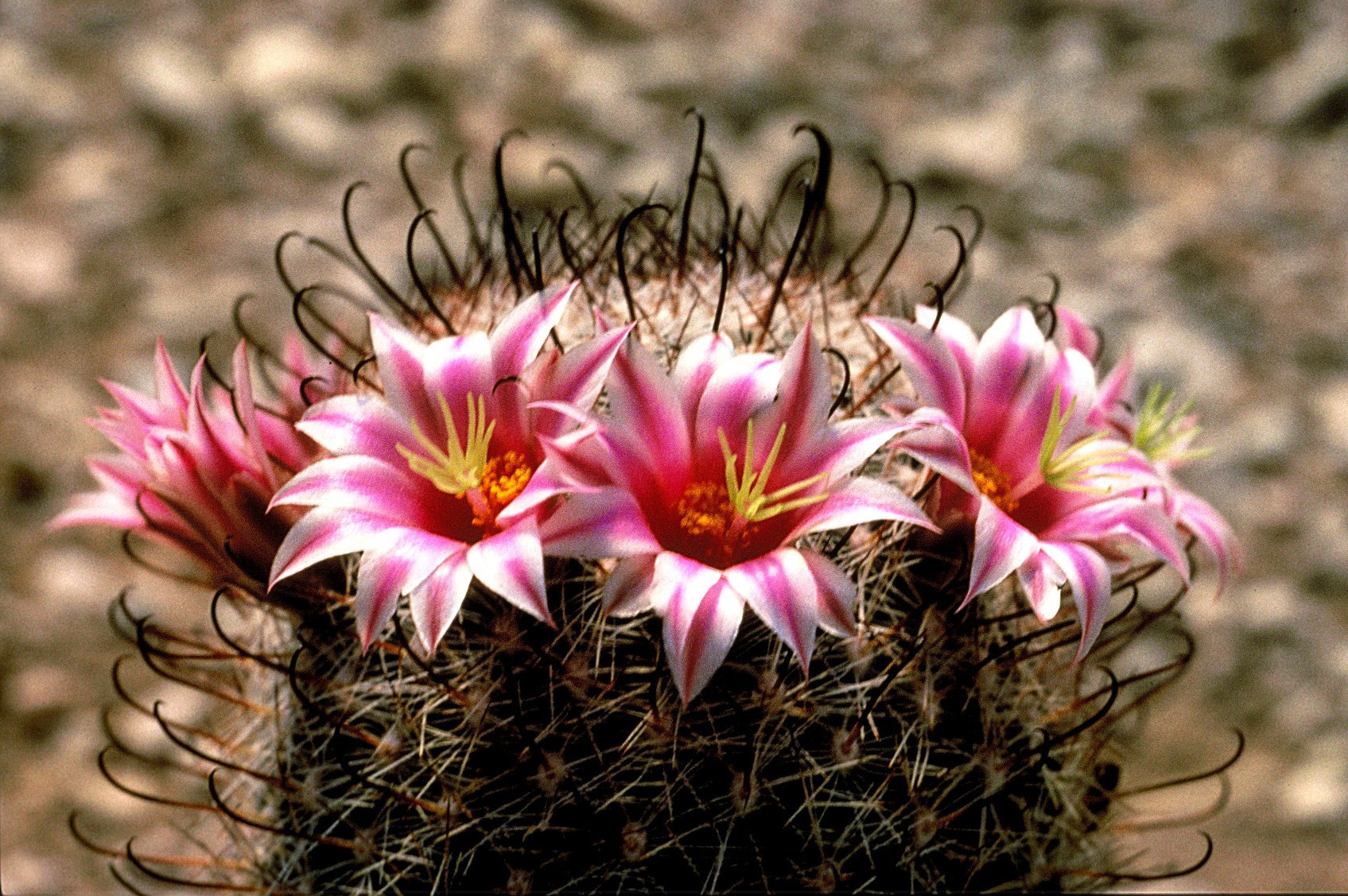
Os cactos são algumas das plantas de baixo consumo de água frequentemente usadas em xerojardinagem.

O xeropaisagismo tem o potencial de reduzir o uso de água e a necessidade de manutenção de jardim, além de incrementar a biodiversidade, diminuir a poluição e mitigar o efeito de ilha de calor em áreas urbanas; no entanto, pela relativa novidade do conceito, não há, ainda, estudos que tratem dos impactos de longo prazo. O xeropaisagismo utiliza preferencialmente vegetação nativa no lugar de espécies de gramas e plantas exóticas que, por serem adequadas para outros climas, exigem irrigação constante. Há um estudo que mostra que em climas áridos de estados dos EUA (como Arizona e Nevada), 75% da água potável das residências é usada para regar gramados residenciais e urbanos. As condições climáticas atuais aumentaram a frequência de secas, impactando a disponibilidade de água potável. O xeropaisagismo ajuda a preservar a água para consumo humano e animal, já que as chuvas naturais costumam dar conta da irrigação necessária.

### Conservação de água e manutenção reduzida
Xerojardins podem reduzir o consumo de água em 60% ou mais em comparação com jardins comuns. Na Turquia, foi realizada uma das primeiras avaliações de xeropaisagismo em grande escala. Descobriu-se que mudar um parque urbano médio para implantar mais vegetação nativa pode reduzir o uso de irrigação em 30 a 50%. Desta forma, supondo-se uma redução no uso de água de 30%, descobriu-se que uma cidade pode economizar cerca de US$ 2 milhões anualmente (no entanto, esse valor exato depende da localização). O uso de plantas nativas diminui a necessidade de rega, pois a vegetação já se adaptou para prosperar no clima e não requer maiores cuidados com irrigação ou adubação.
O programa LEED reconhece o xeropaisagismo como um processo eficaz de redução de consumo de água e começou a incorporar créditos no processo de certificação em todos os seus programas para instalações que reduzem o uso de água para irrigação. Este crédito pode ser alcançado usando estratégias de xeropaisagismo e sistemas de irrigação eficientes. Isso reforça os benefícios proporcionados pelo xeropaisagismo, já que sua adoção facilita a obtenção de certificações do programa. Espera-se que mais sistemas de crédito de energia e processos como o pagamento por serviços ambientais (PSA), bem como programas administrados pelo estado, encorajem e incentivem o xeropaisagismo no projeto de espaços verdes.
O xeropaisagismo tem o potencial de reduzir custos de construção de parques em 55%, e seus custos de manutenção em 57%, aproximadamente. Além de capina ocasional e cobertura morta, xerojardins requerem muito menos custo de mão de obra para sua manutenção. Isso ocorre porque a vegetação utilizada para os espaços verdes urbanos costuma ser nativa; portanto, requerem menos assistência para se aclimatar e sobreviver quando comparados a vegetação exótica. Com isso os sistemas de jardins usam menos água, além de menores taxas de pesticidas e fertilizantes em comparação com os atuais espaços verdes urbanos e residenciais; isso ajuda ainda mais a reduzir os custos de manutenção anual. Além disso, resíduos de manutenção, como aparas de grama, contribuem com resíduos orgânicos para aterros sanitários e fertilizantes contribuem para a poluição do escoamento urbano; desta forma, o xeropaisagismo elimina esses efeitos negativos, pois as aparas podem ser deixadas no próprio jardim, o que permite um menor uso de fertilizantes.

### Biodiversidade
Muitas vezes, no processo de urbanização, há perda de áreas florestadas e a fauna diminui ao passo em que são forçadas a migrar. A implementação de vegetação nativa em espaços verdes ajuda a fornecer habitat para a vida selvagem nativa.

### Mitigação do desconforto ambiental e térmico
Há indícios de que o xeropaisagismo pode ajudar a compensar o efeito de ilha de calor. A ilha de calor é o fenômeno em que as áreas urbanas são mais quentes do que as áreas rurais vizinhas devido à grande quantidade de atividade humana. Essa diferença de temperatura de uma área da cidade e seus arredores geralmente é maior à noite, pois os ventos são mais baixos e não conseguem dissipar as grandes quantidades de calor geradas nos limites de uma área urbana com tanta facilidade. Ao investigar as estratégias de xeropaisagismo em Phoenix, AZ, descobriu-se que as áreas secas que utilizaram este método, com árvores para sombreamento, mitigam os efeitos de ilha de calor durante o dia e a noite com uma diferença de temperatura média de aproximadamente 2,5oC. No entanto, quando essas mesmas estratégias foram implementadas em uma área ajardinada tradicionalmente irrigada, verificou-se que, em função da manutenção de umidade no ar, o desconforto térmico é maior, de forma que o ajardinamento tradicional pode ter efeitos contrários às suas intenções. Embora as estratégias de xeropaisagismo possam mitigar os efeitos de ilha de calor, é fundamental considerar o clima e a paisagem em que o jardim é implementado, a fim de maximizar seus benefícios e eficácia.

## Questões legais
Alguns condomínios fechados têm regras exigindo que uma certa porcentagem de terra seja gramada, mas essas regras foram ou estão em processo de serem derrubadas em muitas áreas. A taxa de permeabilidade não é afetada pelo tipo de jardim, sendo sua exigência cumprida no caso do uso de xerojardins.

## Princípios

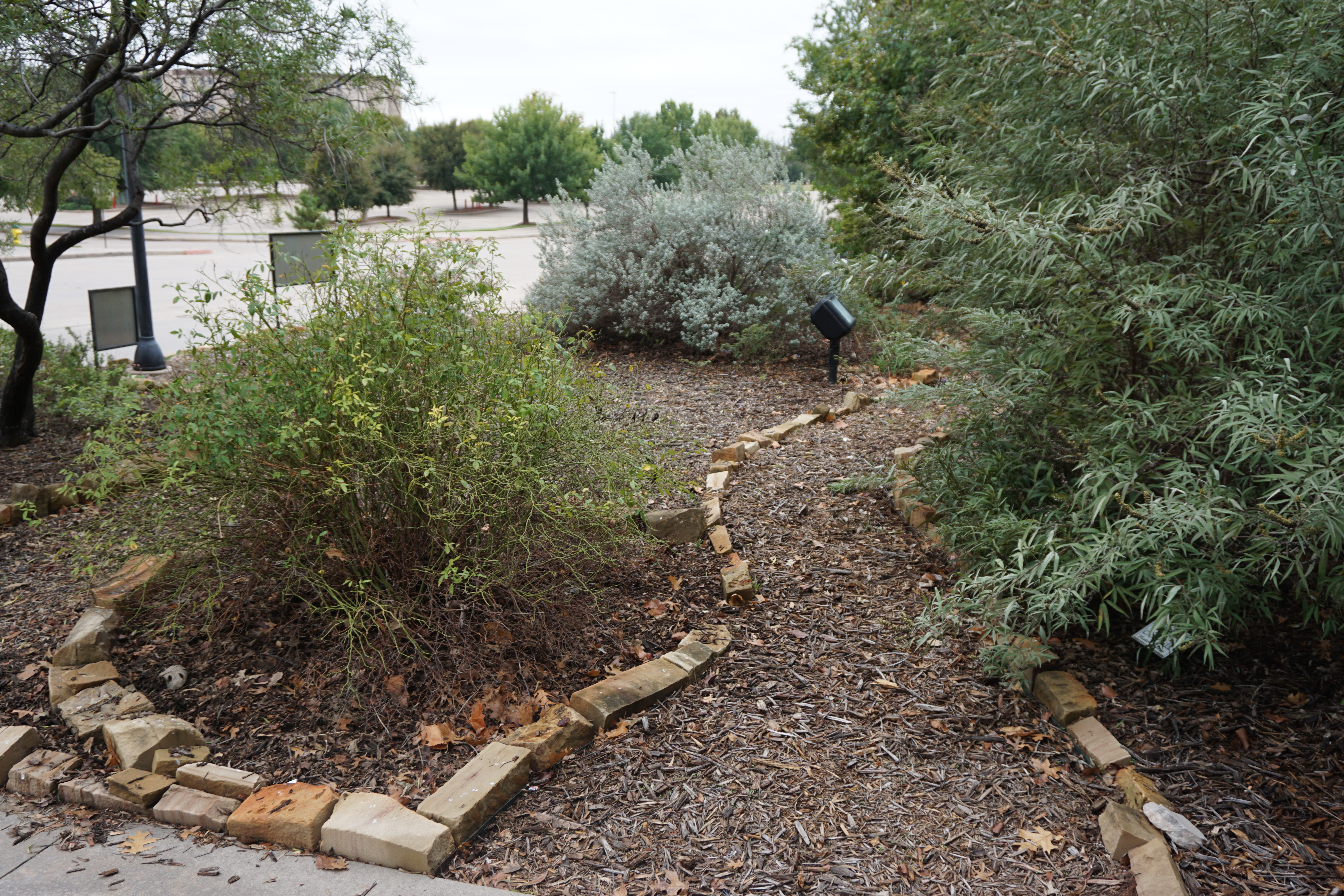
O Al Norris Memorial Xeriscape Garden em Wichita Falls, Texas

Originalmente concebidos pela empresa de saneamento Denver Water, formuladora do xeriscaping, os sete princípios de projeto do xeropaisagismo se expandiram, sendo hoje apresentados em conceitos simples e aplicáveis para a produção de paisagens que usem menos água. Os princípios são adequados para diferentes regiões e podem servir como guia para a criação de jardins que conservem água e sejam adequados aos climas locais.

### Planejamento e projeto
Inicia-se por um diagrama, desenhado em escala, que mostre os principais elementos da paisagem, como superfícies impermeáveis, vegetação existente e outros elementos permanentes.
Uma vez identificados os elementos principais do terreno existente, cria-se um plano conceitual (diagrama de bolhas) identificando as áreas potenciais para gramado, canteiros perenes, vistas, telas, taludes, etc. Uma vez finalizado, é feito o desenvolvimento de um plano de plantio que integre as plantas em zonas.

### Ajuste da composição do solo
A maioria das plantas se beneficia do uso de um ferilizante, como compostagem, que ajudará o solo a reter água. No entanto, algumas plantas de deserto preferem solos de cascalho em vez de solos férteis.
As plantas podem se ajustar ao solo ou o solo deve ser alterado para se adequar às plantas. O solo é essencial para o crescimento da maioria das plantas, por isso é importante que esta etapa não seja negligenciada ou desvalorizada.

### Irrigação eficiente
Um xerojardim pode ser irrigado de forma eficiente manualmente ou com um sistema de aspersão automático. No processo de projeto, recomenda-se que as áreas gramadas sejam setorizadas separadamente de outras seções da planta e que métodos de irrigação eficientes sejam usados adequadamente para cada zona. Para grama, usa-se rotores acionados por engrenagens ou bicos de pulverização rotativos, que possuem gotas maiores e ângulos baixos para evitar deriva em função de vento. Enquanto os emissores de linha de gotejamento ou borbulhador são mais eficientes para regar árvores, arbustos, flores e vegetação rasteira.
Se a irrigação for feita à mão, evitam-se aspersores oscilantes e outros dispositivos que joguem água no ar ou emitam uma névoa fina. Os aspersores mais eficientes liberam grandes gotas perto do solo, evitando assim desperdício de água.
Ao irrigar, é importante regar profundamente e com pouca frequência para estimular que as raízes se aprofundem na terra, onde têm acesso a água com maior regularidade. Para reduzir a perda de água por evaporação, a rega deve ser evitada durante o dia. O uso de sistemas automáticos de aspersão é altamente incentivado, bem como o ajuste mensal do controlador para acomodar as condições climáticas. Quando possível, é recomendável instalar também um sensor de chuva para desligar o dispositivo quando chove.

### Seleção de plantas adequada à localização
Espaços verdes costumam ter condições ambientais diferentes quanto à quantidade de luz por dia (devido ao sombreamento de edifícios e outros elementos), ao vento e à umidade. Para minimizar o desperdício de água, é essencial agrupar plantas com necessidades semelhantes de luz e água e colocá-las em áreas do espaço verde que atendam a esses requisitos; por exemplo, plantas de uso moderado de água devem ser colocadas em áreas de drenagem baixas, perto de calhas ou à sombra de outras plantas. A relva normalmente requer mais água e os canteiros de arbustos/perenes exigirão aproximadamente metade da quantidade de água que a relva. Plantar uma variedade de plantas com diferentes alturas, cores e texturas cria interesse e beleza, além de promover a biodiversidade.

### Cobertura morta
A cobertura morta (com folhas, serragem, palha, cascas de árvores e outros elementos) mantém as raízes das plantas resfriadas, evita rachaduras no solo, minimiza a evaporação e reduz o crescimento de ervas daninhas. Coberturas orgânicas, como lascas de casca de árvore, palha ou serragem, devem ser aplicadas com espessura entre 5 e 10 centímetros para ajudar a promover o crescimento da raiz. As coberturas de fibra criam uma teia mais resistente ao vento e à chuva. Ao usar coberturas inorgânicas, como cascalho, seixos ou argila expandida, elas devem ser aplicadas com espessura de 5 a 8 centímetros. Cercar as plantas com rocha torna a área mais quente, pois absorvem a luz solar, por isso é recomendável limitar essa prática ao xeriscaping.

### Baixa quantidade de áreas gramadas
Por terem raízes razas, áreas gramadas exigem grande quantidade de irrigação para sua manutenção em locais secos. Por isso é importante usar espécies de grama adequadas, bem como limitar a quantidade de grama nos jardins. É comum que existam gramíneas nativas de lugares quentes que podem sobreviver com uma fração da água que as variedades de gramas tradicionais precisam. As gramíneas da estação quente são mais verdes de junho a setembro e podem ficar dormentes durante os meses mais frios.
As gramíneas nativas de locais frios como o bluegrass e a festuca alta são mais verdes na primavera e no outono e ficam dormentes no alto calor do verão. Há variações da bluegrass, como Reveille e festuca alta, podem reduzir as necessidades de água típicas de bluegrass em pelo menos 30%. As festucas finas podem proporcionar economia substancial de água e são melhor usadas em áreas que recebem pouco tráfego ou locais com muita sombra.

### Manutenção
Toda tipo de paisagismo requer algum grau de cuidado durante o ano. Gramados requerem aeração na primavera e no outono, juntamente com fertilização regular a cada 6 a 8 semanas. Além disso, a relva deve ser cortada a uma altura aproximada de 8 centímetros com um cortador de grama sem saco, permitindo que as aparas caiam no solo e sirvam de adubo. Árvores, arbustos e plantas perenes precisam de podas ocasionais para remover caules mortos, promover a floração ou controlar a altura e a propagação. Para promover o desperdício zero e evitar a adição de materiais orgânicos aos aterros, o material vegetal removido pode ser triturado e usado em pilhas de compostagem.

## Gramados e aplicações
Um dos maiores desafios para a aceitação pública do xeropaisagismo é o apego cultural aos gramados. Originalmente implementados na Inglaterra, os gramados tornaram-se em algumas regiões um símbolo de prosperidade, ordem e comunidade. Nos Estados Unidos, as gramíneas são tão comuns que são a maior cultura não alimentar por área irrigada, cobrindo quase 128 mil quilômetros quadrados, ou cerca de 1,3% de toda a superfície do país. Apesar dos altos custos de água, fertilizantes e manutenção de gramados, eles se tornaram a norma social em áreas urbanas e suburbanas, mesmo que raramente sejam usados para fins recreativos ou outros além da composição da paisagem. O xeropaisagismo oferece uma alternativa ao uso ubíquo de gramados. O xeropaisagismo pode incluir áreas gramadas, mas procura reduzi-las a áreas que serão realmente usadas, em vez de usá-las como um plano de paisagismo padrão. Além disso, o xeropaisagismo está intimamente ligado a movimentos e ideologias que defendem mais vegetação natural em áreas residenciais e urbanas, uma vez que, ao demandar menos manutenção, é possível ter maiores áreas vegetadas a um mesmo custo (financeiro ou de mão de obra) anual.
Outro conceito ligado ao xeropaisagismo é o de "florestas de bolso". Akira Miyawaki é um botânico japonês que desenvolveu a ideia de florestas de bolso que reintroduzem árvores e vegetação nativas em ambientes urbanizados para promover a biodiversidade. O método exige o plantio denso de árvores e arbustos de ocorrência natural em pequenas áreas urbanas, que podem variar do tamanho de uma quadra de tênis a um estacionamento. Essas florestas de bolso aumentam a biodiversidade, reduzem o ruído (se colocadas perto de ruas ou outros produtores de ruído), melhoram a qualidade do ar e a retenção de água pelo solo, ajudam no reflorestamento e capturam de forma eficiente o dióxido de carbono. Para promover crescimento rápido e biodiversidade, o ecossistema projetado requer o planejamento da vegetação em camadas: uma camada no nível do solo, uma camada de arbustos e uma camada de dossel. Com o uso dessas camadas, essas florestas geralmente se consolidam em até duas décadas, em vez dos mais de 70 anos necessários para as florestas naturais.
Outro elemento que pode ser conjugado ao xeropaisagismo é o jardim de chuva. Esses jardins são usados para reduzir a quantidade de escoamento de áreas impermeáveis (como telhados, calçadas, calçadas, etc.) e acumular sua água no solo. Esses jardins requerem pouca irrigação e manutenção e ajudam a proteger os cursos d'água e remover poluentes.
Existem muitas outras formas e aplicações de xeropaisagismo: é essencialmente qualquer forma de paisagismo que requer pouca ou nenhuma irrigação. No entanto, é importante observar o ambiente antes da implementação e seguir os princípios básicos, pois o sucesso de um tipo de xeropaisagem em um clima xérico pode não ter os mesmos efeitos se fosse implementado em um ambiente mésico ou hídrico.
 